# Euphorbia cuneata
Euphorbia cuneata ist eine Pflanzenart aus der Gattung Wolfsmilch (Euphorbia) in der Familie der Wolfsmilchgewächse (Euphorbiaceae).

## Beschreibung
Die sukkulente Euphorbia cuneata wächst xerophytisch als verholzender Strauch oder Kleinbaum und wird bis 4 Meter hoch. Die außen stehenden Zweige werden bis 12 Zentimeter lang und zweigen im rechten Winkel von den älteren Ästen ab. Die verkehrt eiförmigen Blätter stehen in Büscheln und werden bis 4,5 Zentimeter lang und 1,5 Zentimeter breit. Die Nebenblätter sind mit Drüsen versehen und sehr zugespitzt.
Die sehr kleinen Cymen sind mit Flaumhaaren besetzt und zwei- bis dreifach gegabelt. Es werden viele zwei- bis fünfstrahlige Dolden ausgebildet, wobei die Strahlen eine Länge von bis zu 7 Millimeter haben. Die Cyathien können auch einzeln stehen und erreichen 7 Millimeter im Durchmesser. Die kreisförmigen Nektardrüsen sind gelb gefärbt und stehen einzeln. Die stumpf gelappte Frucht wird etwa 7 Millimeter lang und 8 Millimeter breit. Sie enthält den nahezu kugelförmigen, etwa 2,5 Millimeter großen Samen, der eine glatte Oberfläche besitzt.

## Verbreitung und Systematik
Euphorbia cuneata ist auf der arabischen Halbinsel, im Sudan und in Richtung Süden in Ost-Afrika bis in den Norden von Tansania verbreitet. Die Art steht auf der Roten Liste der IUCN und gilt als nicht gefährdet (Least Concern).
Die Erstbeschreibung der Art erfolgte 1791 durch Martin Vahl. Synonyme zu dieser Art sind Tirucallia cuneata (Vahl) P.V.Heath (1996), Euphorbia fruticosa Edgeworth und Euphorbia perrottetii Jaubert & Spach (1855).
Es werden folgende Unterarten und Varietäten unterschieden:
- Euphorbia cuneata subsp. cuneata S.Carter (1992)
- Euphorbia cuneata subsp. lamproderma S.Carter (1980)
- Euphorbia cuneata var. pumilans S.Carter (1980)
- Euphorbia cuneata subsp. spinescens (Pax) S.Carter (1980)
- Euphorbia cuneata subsp. wajirensis S.Carter (1980)